# Jedamki
Jedamki (niem. Jedamken, od 16.07.1938 r.: Stenzeln) – wieś w Polsce położona w województwie warmińsko-mazurskim, w powiecie giżyckim, w gminie Miłki. W latach 1975–1998 miejscowość administracyjnie należała do województwa suwalskiego.
W okolicy znajdują się liczne bunkry, pochodzące z lat 30. XX w., pozostałość po Giżyckim Rejonie Umocnionym. W pobliżu istnieje rów przeciwpancerny, zbudowany latem 1944 roku, w ramach akcji rozbudowy i umocnienia istniejących fortyfikacji. Wzniesienia znajdujące się pobliżu wsi noszą nazwę Jelenich Gór.

## Historia
W 1503 roku wielki mistrz zakonu Fryderyk, nadał na prawie magdeburskim majątek służebny w Jedamkach trzem Czyprkom: Stanisławowi, Adamowi i Janowi. Bracia Stanisław i Adam otrzymali 13,5 łana ziemi (ok. 241 ha), a ich szwagier Jan – 1,5 łana (ok. 28 ha), w zamian za zbrojną służbę na rzecz zakonu.
W 1900 roku, wieś liczyła 67 mieszkańców, w 1933 – 82, a w 1939 – 68.